# بوصير
البُوصِيرُ    أو البوصفير أو آذان الدب أو اللبيدة (باللاتينية: Verbascum) جنس نباتي يتبع الفصيلة الغدبية، وهو يضم أكثر من 350 نوعاً من النباتات الحولية الوبرية. تنمو نباتات البوصير أساسًا في أوروبا وآسيا. وتُعدّ الأماكن الحجرية الجافة في منطقة حوض البحر الأبيض المتوسط مناطق مناسبة لها. ولها حِلية من الأوراق الوردية القريبة من الأرض والتي ينمو منها عنقود زهريّ طويل.
تبقى بذور البوصير قابلة للنمو لفترات طويلة وبعضها قد نبت بعد أن بقي هاجعًا لمدة 100 سنة.
تنمو أنواع البوصير على جوانب الطرق وفي الأراضي المهجورة في أوروبا. ظل هذا النبات مُستخدَمًا لفترة طويلة لعلاج أمراض الربو.
يُزرع البوصير الأبيض الموجود في غرب ووسط أوروبا في الحدائق. ومن أنواعه الجذابة التي تُزرع في الحدائق نبات البوصير البرتقالي وله زهور ذات لون أصفر زاهٍ أو برتقالي، عرضها نحو 4 سم.
أما البوصير الأسود فله زهور أصغر حجمًا وداكنة اللون في وسطها. وقد استخدمت في الماضي في السِّحر، وهي مصدر من مصادر الأصباغ.

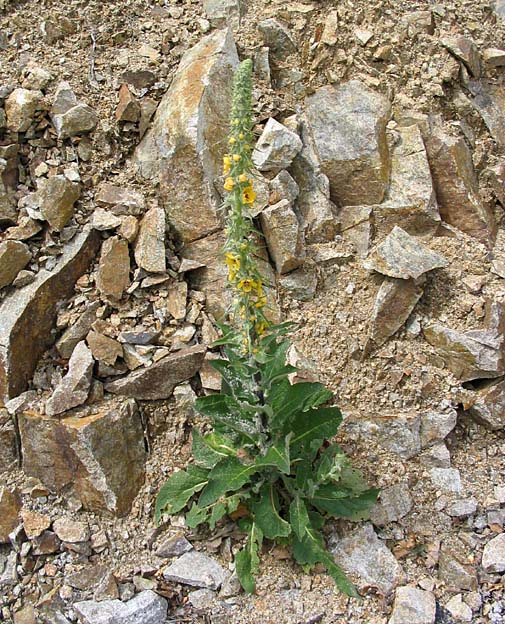
بوصير بورهاف

## من أنواعهالواطنةفيالوطن العربي
1. البوصير الأردني (باللاتينية: Verbascum jordanicum) في بلاد الشام
2. البوصير الأرزي (باللاتينية: Verbascum cedreti) في بلاد الشام وتركيا
3. البوصير الأطلسي (باللاتينية: Verbascum atlanticum) في المغرب العربي
4. البوصير الأليسي (باللاتينية: Verbascum aliciae) في بلاد الشام وتركيا (نسبة إلى نبات الأليس)
5. البوصير الأمانوسي (باللاتينية: Verbascum amanum) في بلاد الشام وتركيا
6. البوصير الأنطاكي (باللاتينية: Verbascum anthiochium) في بلاد الشام (بما فيها لواء اسكندرون) والأقاليم السورية الشمالية وتركيا
7. بوصير باربي (باللاتينية: Verbascum barbeyi) في بلاد الشام وتركيا
8. البوصير البترائي (باللاتينية: Verbascum petrae) في بلاد الشام
9. بوصير بلانش (باللاتينية: Verbascum blancheanum) في بلاد الشام
10. بوصير بورتر (باللاتينية: Verbascum porteri) في بلاد الشام
11. بوصير بورهاف (باللاتينية: Verbascum boerhavii) في المغرب العربي وجنوب غرب أوروبا
12. بوصير بول (باللاتينية: Verbascum ballii) في المغرب العربي (تكريما لعالم الطبيعة الإيرلندي جون بول (بالإنجليزية: John Ball)
13. البوصير البيروتي (باللاتينية: Verbascum berytheum) في بلاد الشام
14. البوصير التدمري (باللاتينية: Verbascum palmyrense) في بلاد الشام
15. البوصير الجداري (باللاتينية: Verbascum gadarense) (نسبة إلى جدارا -أم قيس- حاليا) في بلاد الشام
16. البوصير الجذعي (باللاتينية: Verbascum scaposum) في بلاد الشام وتركيا
17. البوصير الجلعادي (باللاتينية: Verbascum gilaedense) في بلاد الشام
18. البوصير الجليلي (باللاتينية: Verbascum galilaeum) في بلاد الشام وتركيا
19. البوصير الحلبي (باللاتينية: Verbascum alepense) في بلاد الشام
20. البوصير الخائن (باللاتينية: Verbascum infidelium) في بلاد الشام وتركيا
21. البوصير دائري الأوراق (باللاتينية: Verbascum rotundifolium) في بلاد الشام والمغرب العربي وجنوب غرب أوروبا
22. البوصير الدمشقي (باللاتينية: Verbascum damascenum) في بلاد الشام
23. بوصير دوكين (باللاتينية: Verbascum decaisneanum) في بلاد الشام
24. البوصير رباعي الأسدية (باللاتينية: Verbascum tetrandrum) في المغرب العربي
25. البوصير السلطي (باللاتينية: Verbascum saltense) في بلاد الشام
26. البوصير السوري (باللاتينية: Verbascum syriacum) في بلاد الشام
27. البوصير السينائي (باللاتينية: Verbascum sinaiticum) في بلاد الشام وسيناء
28. البوصير الشائع (باللاتينية: Verbascum thapsus) في المغرب العربي وبلاد الشام وتركيا ومعظم مناطق أوروبا
29. البوصير الشامي (باللاتينية: Verbascum levanticum) في بلاد الشام
30. البوصير الشجيري (باللاتينية: Verbascum fruticulosum) في بلاد الشام وسيناء
31. البوصير شرق الأردني (باللاتينية: Verbascum transjordanicum) في بلاد الشام
32. بوصير شمبر (باللاتينية: Verbascum schimperianum) في بلاد الشام وسيناء
33. بوصير شيبرد (باللاتينية: Verbascum shepardi) في بلاد الشام
34. البوصير الصنوبري (باللاتينية: Verbascum pinetorum) في بلاد الشام
35. البوصير الصوفي (باللاتينية: Verbascum eriorrhabdon) في بلاد الشام ومصر
36. البوصير الطبراني (باللاتينية: Verbascum tiberiadis) في بلاد الشام
37. البوصير طبقي الأوراق (باللاتينية: Verbascum ptychophyllum) في بلاد الشام
38. البوصير الطرابلسي (باللاتينية: Verbascum tripolitanum) في بلاد الشام والمغرب العربي وتركيا
39. البوصير العنتابي (باللاتينية: Verbascum aintabicum) في بلاد الشام وتركيا
40. البوصير العنتري (باللاتينية: Verbascum antari) في بلاد الشام
41. البوصير غافثي الأوراق (باللاتينية: Verbascum agrimoniifolium) في بلاد الشام
42. بوصير غاياردو (باللاتينية: Verbascum gaillardotii) في بلاد الشام وتركيا
43. البوصير القاتم (باللاتينية: Verbascum blattaria) في بلاد الشام والمغرب العربي وتركيا وبعض مناطق أوروبا
44. البوصير القبائلي (باللاتينية: Verbascum kabylianum) في المغرب العربي
45. بوصير القريتين (باللاتينية: Verbascum karyeteini) في بلاد الشام
46. البوصير القليبي (باللاتينية: Verbascum qulebicum) في بلاد الشام
47. البوصير القيصري (باللاتينية: Verbascum caesareum) في بلاد الشام وتركيا
48. البوصير الكأسي (باللاتينية: Verbascum calycinum) في المغرب العربي
49. البوصير كثيف الأزهار (باللاتينية: Verbascum densiflorum) في المغرب العربي ومعظم مناطق أوروبا
50. البوصير الكريتي (باللاتينية: Verbascum creticum) في المغرب العربي وجنوب غرب أوروبا
51. البوصير اللزج (باللاتينية: Verbascum lychnitis) في المغرب العربي
52. بوصير لوتورنو (باللاتينية: Verbascum letourneuxii) في المغرب العربي وسيناء
53. بوصير ماسغندال (باللاتينية: Verbascum masguindali) (تكريما لعالم النبات يواكيم ماسغندال (بالألمانية: Joaquim Mas-Guindal)) في المغرب العربي
54. البوصير المتجمع (باللاتينية: Verbascum glomeratum) في بلاد الشام
55. البوصير المرعشي (باللاتينية: Verbascum germaniciae) (أو جرمانيسي وهو الاسم القديم لمرعش) في بلاد الشام والأقاليم السورية الشمالية وتركيا
56. البوصير مسنن الأوراق (باللاتينية: Verbascum dentifolium) في المغرب العربي
57. البوصير المشرشر (باللاتينية: Verbascum laciniatum) في المغرب العربي وإسبانيا
58. البوصير المشرقي (باللاتينية: Verbascum orientale) في بلاد الشام وتركيا وبعض مناطق البلقان
59. البوصير المموج (باللاتينية: Verbascum sinuatum) في بلاد الشام ومصر والمغرب العربي وحوض المتوسط
60. البوصير المنعزل (باللاتينية: Verbascum eremobium) في بلاد الشام
61. البوصير الموري (باللاتينية: Verbascum maurum) في المغرب العربي
62. البوصير المختلط (باللاتينية: Verbascum commixtum) في المغرب العربي
63. بوصير هوكر (باللاتينية: Verbascum hookerianum) في المغرب العربي

## من أنواعه الأٌخرى
1. البوصير خيراني الأوراق (باللاتينية: Verbascum cheirifolium) في تركيا وأرمينيا